# Cotesbach
Cotesbach är en ort och civil parish i Storbritannien.   Den ligger i grevskapet Leicestershire och riksdelen England, i den södra delen av landet, 130 km nordväst om huvudstaden London. Cotesbach ligger 125 meter över havet och antalet invånare är 204.
Terrängen runt Cotesbach är platt. Runt Cotesbach är det ganska tätbefolkat, med 116 invånare per kvadratkilometer. Närmaste större samhälle är Nuneaton, 19,7 km nordväst om Cotesbach. Trakten runt Cotesbach består till största delen av jordbruksmark.